# Renaud Ier de Soissons
Renaud Ier de Soissons, ou Renaud Ier de Vermandois, né vers 985 et mort début 1057, est comte de Soissons à la fin du Xe siècle et pendant la première moitié du XIe siècle. Il est le fils de Guy Ier de Vermandois, comte de Soissons, et de son épouse Adélaïde.
Il hérite du comté de Soissons à la mort de son père après 986, mais trop jeune pour pouvoir remplir ces fonctions, la régence est alors exercée par sa mère ainsi que par le second époux de celle-ci, Nocher Ier de bar-sur-Aube.
Il serait tombé en disgrâce auprès du roi Henri Ier, qui aurait alors au début de l'année 1057 fait le siège de sa forteresse de Soissons, appelée Tour des Comtes, lors duquel Renaud trouve le mort.
Son fils Guy II de Soissons lui succède en tant que comte de Soissons mais meurt à son tour peu de temps après et est remplacé par sa sœur Adélaïde de Soissons, que le roi de France donnera en mariage à Guillaume Busac.

## Mariage et enfants
Il épouse une dame prénommée Lescelinde, probable veuve d'Hilduin III de Montdidier, avec qui il a au moins deux enfants :
- Guy II de Soissons, qui succède à son père en tant que comte de Soissons ;
- Adélaïde de Soissons, qui succède à son frère en tant que comtesse de Soissons et qui épouse Guillaume Busac, d'où postérité.

## Sources
- Anonyme, « Chronologie historique des comtes de Soissons », L'Art de vérifier les dates, vol. 17,‎ 1818, p. 250-279 (lire en ligne).
- [Henrion 1837] Mathieu-Richard-Auguste Henrion, Histoire de France depuis l'établissement des Francs dans la Gaule jusqu'à nos jours, vol. 1, Paris, Bibliothèque ecclésiastique, 1837, sur books.google.fr (lire en ligne), p. 303.
- Christian Settipani, La Préhistoire des Capétiens (Nouvelle Histoire généalogique de l'auguste maison de France, vol. 1), Villeneuve-d'Ascq, éd. Patrick van Kerrebrouck, 1993, 545 p. (ISBN 978-2-95015-093-6).
- Étienne Pattou, « Maison de Vermandois » [PDF], sur racineshistoire.free.fr.
- (en) Charles Cawley, « Guy Ier de Vermandois », sur fmg.ac/MedLands (Foundation for Medieval Genealogy), Northern France.